# Lignit

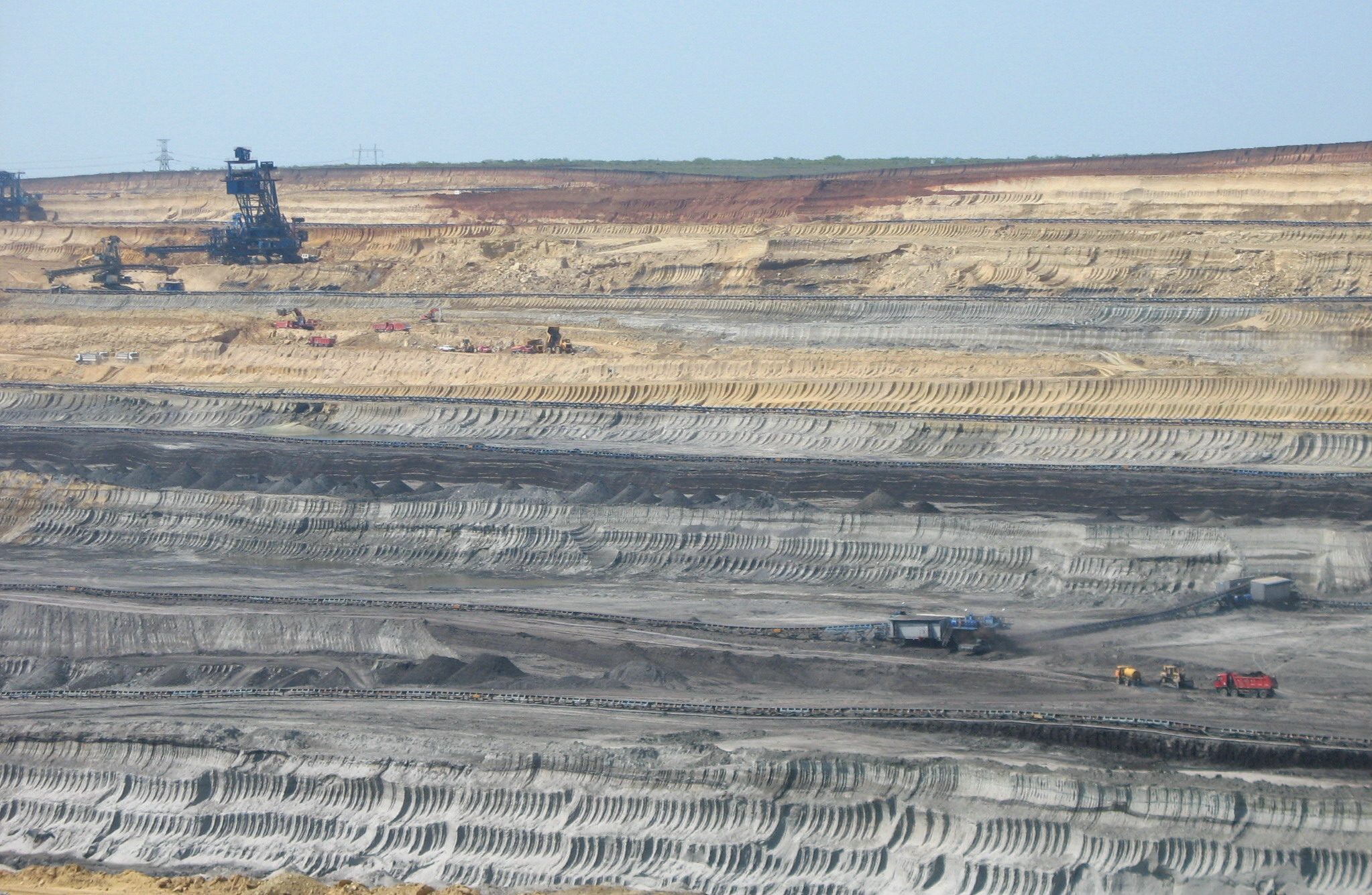
Exploatare de lignit

Lignitul este un cărbune natural de calitate inferioară, de culoare brună-negricioasă și foarte fărâmicios.
Nu este rezistent.
Spre a fi utilizat drept combustibil, lignitul poate fi prezentat sub formă de brichete. Datorită prezenței acizilor humici, care pot favoriza legarea componenților, se evită introducerea suplimentară în șarjele de brichetare a unor lianți, utilizați în mod curent pentru îmbunătățirea caracteristicilor fizicomecanice ale brichetelor obținute prin presare.

În Europa, lignitul este clasificat după perioada sa de formare: 
- lignit vechi (lignitul de Provence)
- lignit recent (lignit, altul decât cel de Provence)

Lignitul este un cărbune non-aglutinant cu o putere calorică brută de sub 23.860 kJ/kg (5.700 kcal/kg) în stare fără cenușă umedă și conținând peste 31% materie volatilă pentru un produs uscat, fără materie minerală.
La utilizarea lignitului în cazane de termoficare, pentru a se asigura debitul nominal al cazanului, trebuie ca puterea calorifică inferioară a cărbunelui să fie Q = 1.350-1.800 Kcal/ kg. 